# Softgel
Softgel se používá zejména v medicíně a to na výrobu tobolek. Ty se skládají z měkkého želatinového obalu naplněného lipofilní směsí účinných látek. Softgelové obaly jsou vlastně kombinace želatiny, vody a glycerinu.